# Peeckelhaeringh
Peeckelhaeringh ali pekelharing se nanaša na staro nizozemsko besedo za vloženega sleda. Danes je najbolj znano kot ime komičnega gledališkega lika, ki je bil predmet slike Fransa Halsa.
G. Peeckelhaering, glavni lik v komičnih igrah iz 17. stoletja, je bil požrešni brezdomec, ki je bil zaradi diete s sledom nenasitno žejen. Halsova slika lika je olje na platnu in je iz ok. 1628–1630. Sliko je leta 1910 dokumentiral Cornelis Hofstede de Groot, ki je zapisal:
95. THE MERRY TOPER. Wilhelm von Bode 97; Ernst Wilhelm Moes. 267. Polovica naravne velikosti. Smejoči moški z rjavim obrazom je obrnjen na pol desno. Njegova glava je rahlo nagnjena v levo; gleda gledalca. Ima rahlo brado in brke. Njegovi grobi lasje štrlijo izpod ploske rdeče kape z rumenim prirezom. Tudi njegova noša je rdeča in rumena. V levi roki drži čašo z odprtim pokrovom. V istem slogu kot 96 in 98. Ta slika je predstavljena na dveh slikah Jana Steena, št. 137 in 446 (glej I. zvezek). [Par k 123. Primerjaj 99a.] Signirano desno nad vrčkom "f. hals f."; platno, 29 1/2 palcev na 24 palcev. Vgraviral J. Suyderhoef kot "Monsieur Peeckelhaering." Pod imenom "Peeckelhaering" so slike omenjene v popisih Henrica Buggeja, Leyden, 1666; Hendrick Huyck, Nymwegen, 10. januar 1669; ter Jan Zeeuw in Marie Bergervis, ki sta umrla 1690, Amsterdam po zapiskih A. Brediusa. Kopija na platnu, 29 1/2 palcev x 26 palcev, signirana na desni z monogramom, je bila v prodaji: Vicomte de Buisseret, Bruselj, 29. april 1891, št. 41. V glavnem kasselskem popisu iz leta 1749, št. 363. V galeriji Kassel, katalog 1903, št. 216.
Reprodukcija Halsove slike, ki jo je izdelal lokalni graver Jonas Suyderhoef, je bila izdana s pesmijo, ki pravi, da »mokre ustnice gospoda Peeckelhaeringa kažejo, kako uživa v svežem vrčku piva, ker je njegovo grlo vedno suho«.

## Pendant
- Hofstede de Groot #95
- Hofstede de Groot #96, imenovan The Mulatto

Ta slika je bila v lasti leidenskega slikarja Jana Steena, ki jo je naslikal na ozadju sten nekaj svojih domačih prizorov, in sicer Zdravnikov obisk in Krst.
- Steenova slika Zdravnikov obisk
- Steenova slika Krst
- Grafikaa Suyderhoefa iz Peeckelhaeringa z rimo
- Vložen sled v tihožitju, ki ga spremlja pesem z naslovom Lof aan de Pekelharing, avtor Joseph de Bray